# Amoniak
Amoniak (systematický název azan, triviální název čpavek, vzorec NH3) je bezbarvý, velmi štiplavý plyn. Je to toxická, nebezpečná látka zásadité povahy, lehčí než vzduch. Při vdechování poškozuje sliznici. Běžně se vyskytuje na Zemi i vnějších planetách sluneční soustavy. Je běžným odpadním produktem metabolismu živočichů.
Světová průmyslová produkce v roce 2018 činila 175 milionů tun. Amoniak se využívá především pro výrobu dusíkatých hnojiv (asi 80 %), čistidel nebo trhavin, jako chladivo a pro další účely. Vyrábí se převážně vysokotlakou syntézou plynného vodíku a dusíku (tzv. Haberův–Boschův proces).

## Etymologie
Slovo amoniak pochází od boha Amona (salmiak jako „sůl Amonova“). Označení čpavek pochází od slova čpět (zapáchat).

## Příprava a výroba

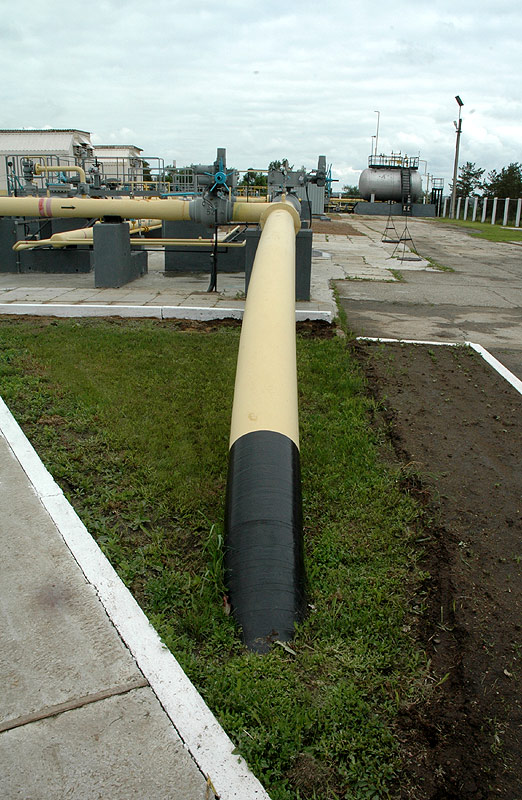
Nejdelší světový amoniakovod, vedoucí z ruské továrny TogliattiAzot do Oděsy na Ukrajině

Amoniak vzniká reakcí amonných solí se silnými hydroxidy, např. působením hydroxidu sodného na chlorid amonný:
NH4Cl + NaOH → NH3 + NaCl + H2O
případně tepelným rozkladem uhličitanu amonného:
(NH4)2CO3 → 2 NH3 + CO2 + H2O
nebo působením hydroxidu vápenatého na vodný roztok močoviny:
(NH2)2CO + Ca(OH)2 → 2 NH3 + CaCO3
Průmyslově se vyrábí katalytickým slučováním dusíku a vodíku (jako katalyzátor se používá houbové železo) za vysokého tlaku (20 až 100 MPa) a vysoké teploty (nad 500 °C) – tato metoda se nazývá Haberova–Boschova syntéza amoniaku:
{\displaystyle \mathrm {3\,H_{2}+N_{2}\ {\xrightarrow[{t>500^{\circ }C}]{Fe}}\ 2\,NH_{3}.} }
Přestože je tato reakce exotermní, probíhá bez přítomnosti katalyzátorů velmi pomalu.

## Vlastnosti
Amoniak se velmi dobře rozpouští ve vodě, a to při 0 °C 1 148 cm³ ve 100 ml vody, za vzniku zásaditého roztoku, který se nazývá čpavek.
Výsledný roztok je zásaditý a nazývá se také „hydroxid amonný“. Tohle označení je však poněkud nesprávné, jelikož molekula „NH4OH“ neexistuje. Neexistence molekuly „NH4OH“ je v souladu s faktem, že amoniak je Brønstedova, nikoli Arrheniova zásada. Zásaditý charakter amoniaku je tudíž podmíněn jeho schopností vázat proton vodíku H+, a ne tvorbou hydroxidových iontů OH− v průběhu reakce NH3 + H2O → NH +
4  + OH− (dle této reakce reagují pouze 4 z 1 000 molekul amoniaku). Správné označení vodního roztoku amoniaku je tudíž NH3(aq) nebo NH3 • H2O.
Poznámka: V organické chemii se pro amoniak užívá systematický název azan a stejně tak pro jeho derivát hydrazin NH2–NH2 název diazan.
S kyselinami reaguje za vzniku amonných solí, např. s kyselinou sírovou vytváří síran amonný:
2 NH3 + H2SO4 → (NH4)2SO4
Amonné soli silných kyselin (např. kyseliny sírové) reagují v roztoku slabě kysele, protože amoniak je jen slabou zásadou.

## Výskyt v přírodě
Amoniak vzniká mikrobiálním rozkladem organických zbytků, exkrementů a moči živočichů, přičemž se většinou váže ve formě amonných solí. Někteří živočichové, například ryby, vylučují většinu odpadního dusíku ve formě amoniaku. Ten je proto ve stopovém množství obsažen i v zemské atmosféře. Ve formě chloridu amonného se vyskytuje jako minerál salmiak zejména v okolí solfatar a dalších vulkanických jevů.
Ve velkém množství je obsažen v atmosférách velkých planet Sluneční soustavy (Jupiteru, Saturnu, Uranu a Neptunu) a také v atmosféře Saturnova měsíce Titanu. Nalezen byl i v kometách. Je také jednou z molekul, nacházejících se v mezihvězdném prostoru.

## Použití

### Hnojiva
Přibližně 83 % (v roce 2003) amoniaku se používá pro hnojiva, ať už ve formě solí nebo roztoků. Výroba amoniaku spotřebovává více než 1 % energie vyráběné lidstvem – je tak velmi významnou složkou světové spotřeby energie.

### Čištění
Amoniak ve formě roztoku (hydroxid amonný, lidově čpavková voda 25%, NH3 • H2O nebo také nesprávně NH4OH, čirá až nažloutlá kapalina) se často používá jako složka čisticích prostředků pro různé účely. Protože umožňuje dosáhnout lesku beze šmouh, často se využívá pro čištění skla, porcelánu a nerezavějící oceli. Nachází uplatnění také v čističích pro trouby, grily apod., kdy odstraňuje napečené nečistoty. Koncentrace amoniaku v těchto roztocích se pohybuje okolo 5–10 %.
Čpavková voda se také používá na oxidaci povrchu nových zinkových povrchů plechů a okapů – na čerstvém povrchu totiž barva neulpívá rovnoměrně, ale vytváří fleky. Tímto postupem „zestaříme“ čerstvý zinek, takže posléze na něm již barva bude držet normálně, a povrch bude dobře očištěný: 2–3% roztokem čpavkové vody (25% čpavkovou vodu zředíme s vodou v poměru 1 díl čpavkové vody a 10 dílů vody, můžeme přidat i saponát, zhruba 5 ml / litr) omýt plochu, kterou chceme natírat, nechat přibližně 10 minut působit, až vytvoří kovově zašedlý povrch, který následně opláchneme čistou vodou. Po vyschnutí můžeme začít natírat barvou. Roztok je toxický, stejně jako oplachová voda, likvidovat dle návodu výrobce. K zakoupení v drogériích.

### Prekurzor pro výrobu dusíkatých sloučenin
Amoniak je přímým nebo nepřímým prekurzorem většiny dusíkatých sloučenin. Prakticky všechny syntetické a všechny anorganické sloučeniny dusíku lze připravit z amoniaku. Důležitým produktem je například kyselina dusičná. Vyrábí se Ostwaldovým procesem – vzdušnou oxidací amoniaku na katalyzátoru při teplotě 700–850 °C a tlaku 900 kPa. Meziproduktem je oxid dusnatý:
NH3 + 2 O2 → HNO3 + H2O
Kyselina dusičná se používá pro výrobu hnojiv, výbušnin a různých organických sloučenin dusíku.

### Chladivo (R717)
Termodynamické vlastnosti amoniaku ho učinily jedním z chladiv běžně používaných před objevem dichlordifluormethanů známých jako freony. Použití však komplikuje jeho toxicita a výbušnost. Bezvodý amoniak se nicméně široce používá v průmyslových chladicích systémech (např. na zimních stadionech), díky vysoké účinnosti a nízké ceně. Značnou výhodou je také jeho nulový potenciál globálního oteplování (GWP). V kompresorových spotřebitelských výrobcích (např. chladničkách) se vzhledem ke zmíněné toxicitě používá méně často, uplatnění však nachází v absorpčních chladničkách.

### Eliminace plynných emisí
Amoniak lze použít k odstraňování oxidu siřičitého vzniklého spalováním fosilních paliv. Výsledný produkt se převádí na síran amonný používaný jako hnojivo. Amoniak také neutralizuje oxidy dusíku (NOx) produkované vznětovými motory. Tato technologie, nazývaná SCR (selective catalytic reduction, selektivní katalytická redukce), je založena na použití vanadového katalyzátoru.

### Palivo
Během 2. světové války se amoniak používal v Belgii jako palivo pro autobusy. Před rokem 1900 se využíval do motorů a pro zařízení založená na sluneční energii. Kapalný amoniak se používal jako raketové palivo (letoun X-15). Přestože nemá tak vysokou výhřevnost jako jiná paliva, nezanechává v motorech saze a jeho hustota je přibližně stejná jako u kyslíku použitého jako oxidant, což zjednodušuje konstrukci zařízení. Rovnice hoření je následující:
4 NH3 + 7 O2 → 4 NO2 + 6 H2O
Nově byl amoniak navržen jako alternativa k fosilním palivům pro využití ve spalovacích motorech. Spalné teplo amoniaku je 22,5 MJ/kg, což je přibližně polovina oproti naftě. V běžných motorech, kde vodní pára nekondenzuje, je potřeba počítat s výhřevností amoniaku na úrovni o 21 % menší, než činí spalné teplo. Amoniak lze využít v existujících motorech jen s menšími úpravami karburátorů nebo vstřikování.
Pro naplnění poptávky po zvýšeném množství amoniaku by bylo potřeba zvýšit výrobu. Přestože jde (podle vyrobeného množství) o druhou chemikálii v pořadí, objem výroby tvoří jen malý zlomek využívaného množství ropy. Lze ho vyrábět pomocí obnovitelných zdrojů, ale také pomocí energie z uhlí nebo jádra. Účinnost je však nižší než u akumulátorových baterií. Vodní elektrárna v Rjukanu (Telemark, Norsko) o výkonu 60 MW dodávala proud pro výrobu amoniaku elektrolýzou vody – od roku 1913 sloužila výrobě hnojiv pro většinu Evropy. Při výrobě energie z uhlí lze CO2 snadno ukládat (produkty vlastního spalování jsou dusík a voda). V roce 1981 jedna kanadská firma upravila automobil Chevrolet Impala pro provoz na amoniak jako palivo.

### „Čpavkový motor“

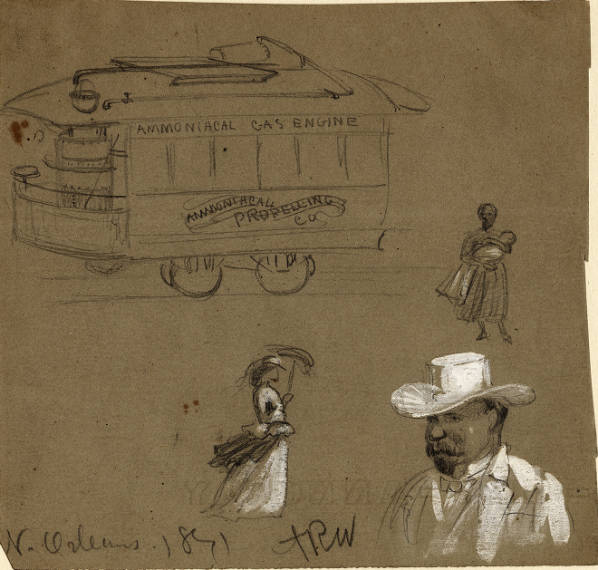
Tramvaj poháněná čpavkovým motorem

Pro pohon lokomotiv byly zkonstruovány speciální motory. Jedním z nich byl i tzv. čpavkový motor, uvedený v roce 1886. Pracoval na principu uvolňování amoniaku z vodného roztoku při zahřátí – plynný amoniak poháněl pístový stroj a byl následně pohlcován zpět ve vodě, čímž se uvolňovalo teplo. Takto to fungovalo do vyrovnání tlaků. Praktické nasazení ztroskotalo kvůli silnému zápachu amoniaku.

### Antimikrobiální činidlo v potravinářských výrobcích
Již v roce 1895 bylo známo, že amoniak je „silné antiseptikum … ke konzervaci masového extraktu postačuje 1,4 g na litr“. Bezvodý amoniak se ukázal jako účinné antimikrobiální činidlo pro krmiva a dnes se komerčně používá k redukci nebo eliminaci mikrobiální kontaminace masa. V říjnu 2009 oznámil The New York Times, že americká firma Beef Products Inc., která zpracovává hovězí masový separát (obsahující 50–70 % tuku) na sedm milionů liber libového jemně tvarovaného masa týdně odstraňováním tuku (zahříváním a centrifugací), následně dezinfikuje výsledný produkt amoniakem. Proces byl americkým ministerstvem zemědělství kvalifikován jako účinný a bezpečný, a to na základě studie (financované Beef Products), která prokázala, že takové ošetření snižuje výskyt E. coli na nedetekovatelné úrovně. Další pátrání novinářů v prosinci 2009 odhalilo obavy o bezpečnost procesu, stejně jako stížnosti spotřebitelů na chuť a pach masa ošetřeného optimálními úrovněmi amoniaku. Vedlejším účinkem amoniaku je to, že jím zpracované maso si udržuje růžovou, zdánlivě zdravě vypadající barvu, i když je ve skutečnosti zkažené.

### Sportovní stimulant
Amoniak nachází uplatnění v různých sportech, zvláště v silových disciplínách (např. vzpírání nebo silový trojboj), jako respirační stimulant.

### Textil
Kapalný amoniak se používá k ošetření materiálů z bavlny, s cílem získat stejné vlastnosti jako při merceraci. Specifickou oblastí je také předsrážení vlny.

### Plyn pro balony
Při běžné teplotě a tlaku je amoniak lehčí než vzduch, nadnáší zhruba na úrovni 60 % vodíku nebo helia. Proto se někdy používá k plnění meteorologických balonů. Díky relativně vysoké teplotě varu (v porovnání s heliem a vodíkem) lze amoniak případně ochladit a zkapalnit přímo na vzdušném prostředku a snížit tak vztlak, resp. naopak přeměnit zpět na plyn ke zvýšení vztlaku.

### Zpracování dřeva
Amoniak se historicky používal ke ztmavování dřeva z bílého dubu pro výrobu nábytku. Plynný amoniak reaguje s přírodními taniny ve dřevě a způsobuje změnu barvy.

## Biochemické vlastnosti
Toxicita roztoků amoniaku obvykle nepůsobí problémy člověku a jiným savcům, protože mají specifický mechanismus, který je schopen amoniak eliminovat. Eliminace spočívá v konverzi na karbamoylfosfát (pomocí enzymu karbamoylfosfátsyntázy), ten následně vstupuje do močovinového cyklu a je přeměněn na aminokyseliny nebo vyloučen močí. Ryby a obojživelníci však tento mechanismus postrádají, mohou obvykle amoniak pouze přímo vylučovat.[zdroj?] I v nízkých koncentracích je tedy amoniak velmi toxický pro vodní živočichy, proto je Směrnicí Rady 67/548/EHS klasifikován jako nebezpečný pro životní prostředí.

## Bezpečnost

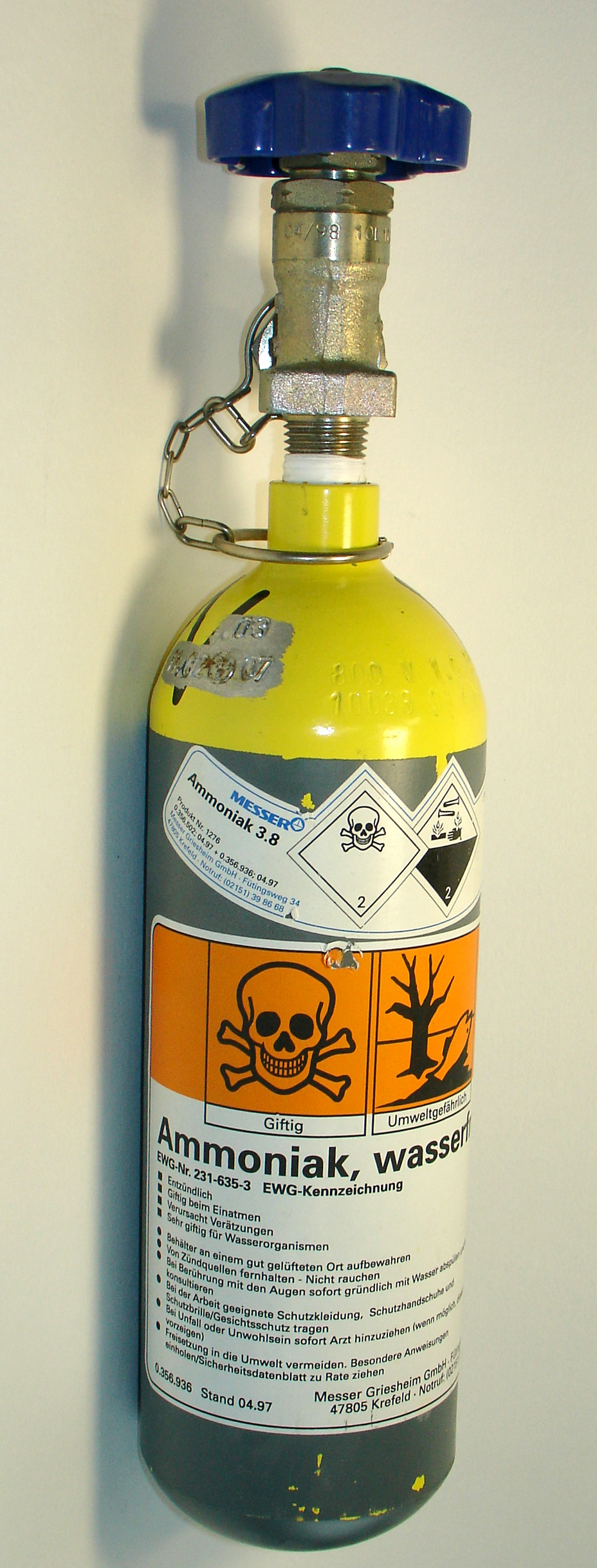
Tlaková láhev s amoniakem

Americký úřad OSHA stanovil patnáctiminutový expoziční limit pro plynný amoniak na 35 ppm (objemově) a osmihodinový limit na 25 ppm. Agentura National Institute for Occupational Safety and Health snížila na základě nedávné konzervativnější interpretace původního výzkumu z roku 1943 koncentraci IDLH (bezprostředně nebezpečnou pro život a zdraví) z 500 na 300 ppm. Jedná se o koncentraci, kterou může být zdravý pracovník vystaven po 30 minut, aniž by utrpěl nevratné škody na zdraví.
Jiné organizace či státy mají různé limity expozic. V Česku platí limity PEL 14 mg·m−3 a NPK–P 36 mg·m−3, při emisích do ovzduší nad 10 000 kg ročně platí povinnost hlášení do Integrovaného registru znečišťování.
Ve městech je hlavním zdrojem znečištění amoniakem doprava.

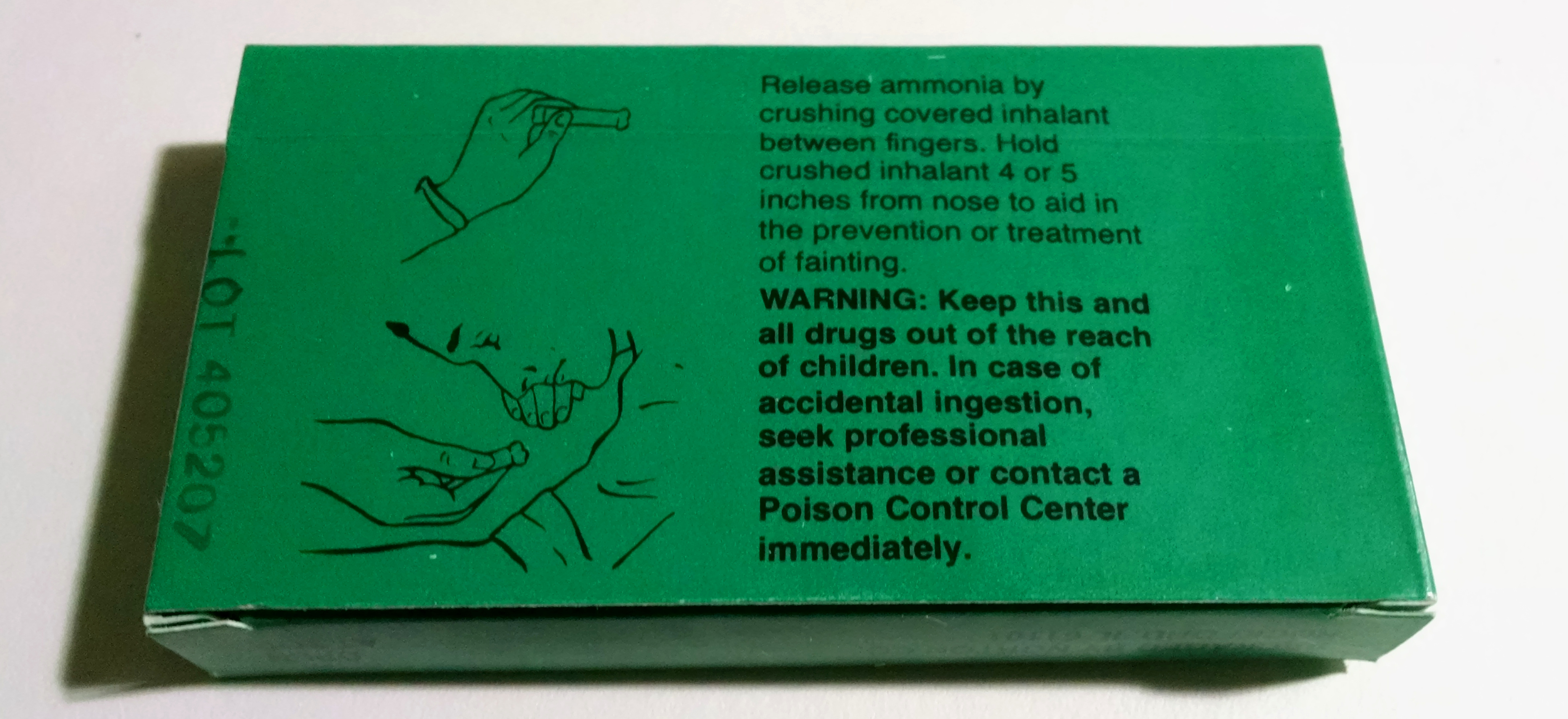
Historicky se vdechování čpavku používalo při mdlobě namísto jednoduchého položení na zem

Amoniak má ostrý, dráždivý, štiplavý zápach, který varuje před potenciálně nebezpečnou expozicí. Průměrných práh vnímání je 5 ppm, dostatečně nižší než jsou nebezpečné nebo škodlivé koncentrace. Expozice velmi vysokým koncentracím může vést k poškození plic a k smrti. Amonné sloučeniny by neměly přijít do kontaktu se zásadami (pokud to není cílem), protože se mohou uvolnit nebezpečné dávky amoniaku.
Vodný roztok amoniaku se sice dá běžně koupit, ale i tento roztok je silně žíravý a toxický. Při práci s ním je nutné používat ochranné pomůcky a pracoviště účinně větrat. Při styku s kůží je nutné omývat postižené místo vodou a případně (podle rozsahu zranění) je nutné kontaktovat lékaře.